# Разцветников, Асен
Асен Разцветников (Расцветников) (настоящие имя и фамилия — Асен Петков Коларов) (болг. Асен Разцветников ; 2 ноября 1897, Драганово (ныне Великотырновская область, Болгария) — 30 июля 1951, Москва) — болгарский поэт, писатель, фельетонист, публицист, переводчик.

## Биография
Сын сельского учителя. До 1920 изучал славянскую филологию в Софийском университете, затем слушал лекции по эстетике в университетах Вены и Берлина (1921—1922). В 1926 окончил юридический факультет Софийского университета. По образованию юрист.
С 1926 работал преподавателем в учебных заведениях Тырново и Софии, был библиотекарем. С 1934 сотрудничал с журналами «Новый путь» и «Zlatorog» . После Сентябрьского восстания 1944 года в Болгарии — сотрудник Института художественного перевода.

## Творчество
Печататься начал с начала 1920-х гг. в коммунистических изданиях. Как поэт стал известен после выхода сборника «Жертвенные костры» (1924).
Автор сборников лирических стихов и поэм
Писал также для детей стихи, сказки, загадки. Переводил классиков западно-европейской литературы (Готье, Мольера, Шиллера).

## Избранные произведения
- «Жертвени клади» (1924),
- «Двойник» (1927),
- «Планински вечери» (1934),
- «Юнак Гого» (1934),
- «От нищо нещо» (1932),
- «Хороводец Патаран» (1936),
- «Комар и Мецана» (1946), «Щурчовото конче» (1948),
- «Сговорна дружина» (1950),
- «Що е то?» (1956),
- «Юначина» (1968) и др.